# Schambach (Kipfenberg)
Das Pfarrdorf Schambach ist ein Ortsteil des Marktes Kipfenberg im mittleren Schambachtal im Landkreis Eichstätt.

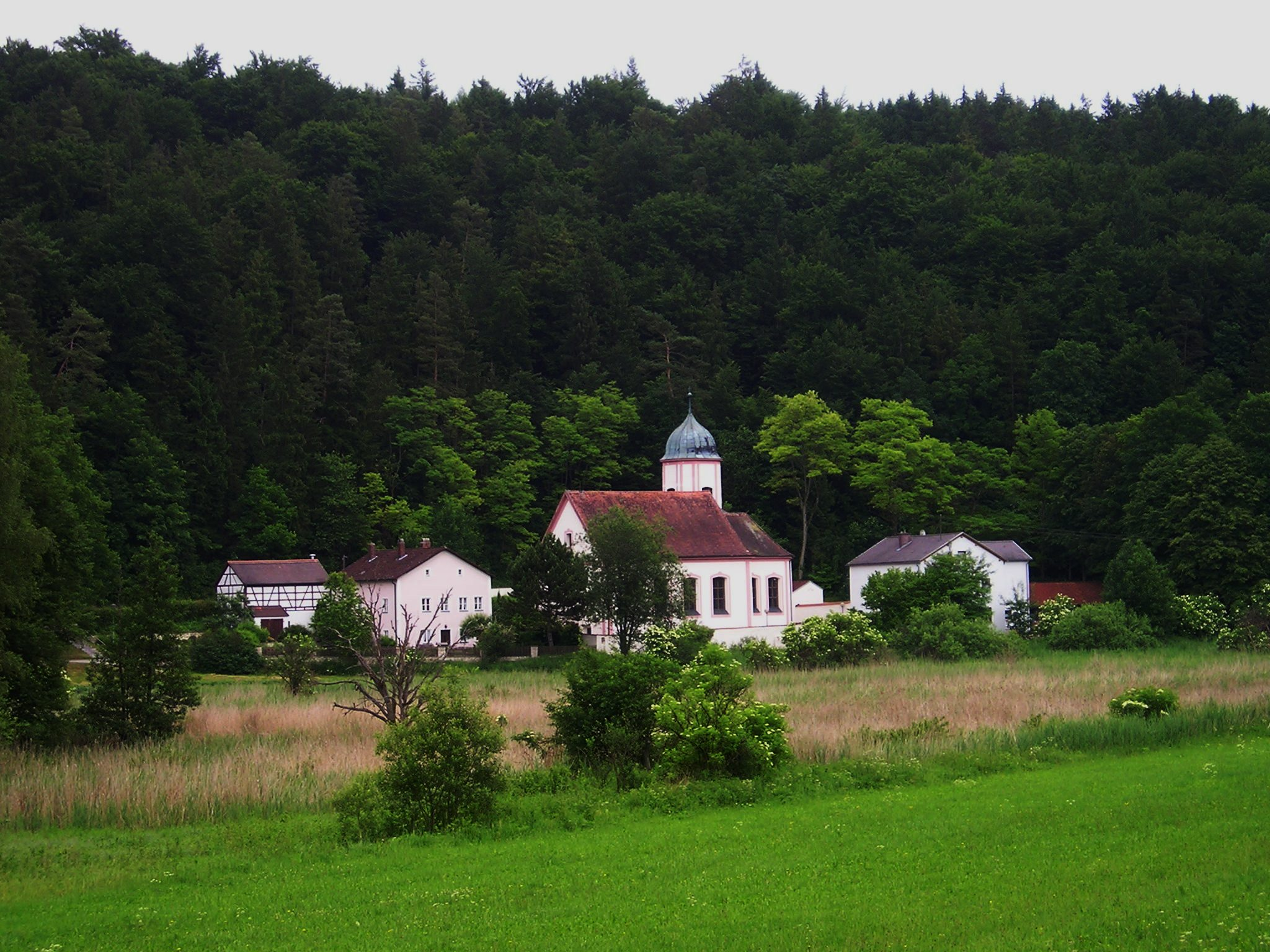
Die Wallfahrtskirche Hl. Kreuz im Schambachtal

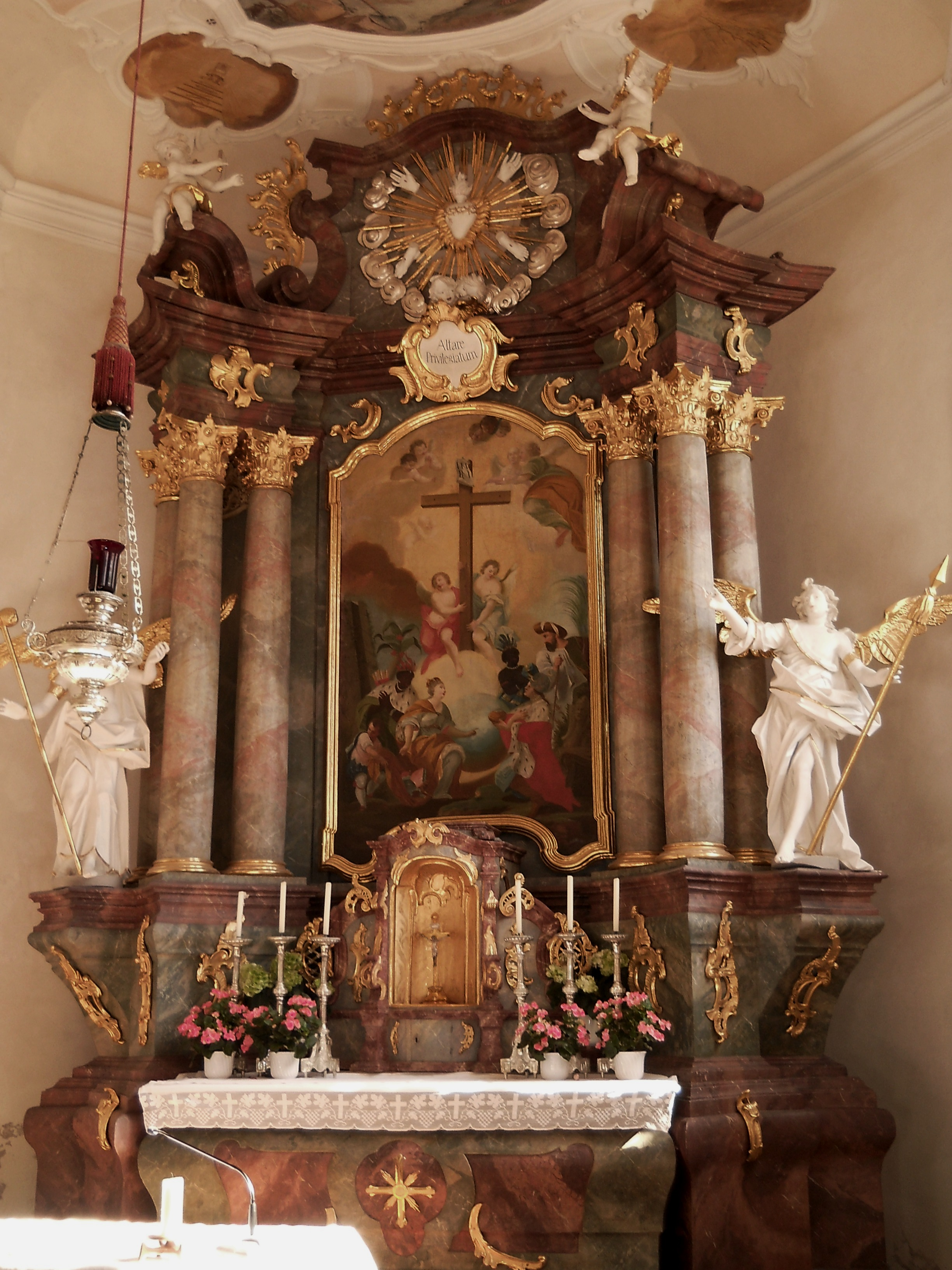
Der Hauptaltar von Hl. Kreuz in Schambach mit dem Altarblatt von Willibald Wunderer, das die Verehrung des Kreuzes durch die vier Erdteile zeigt

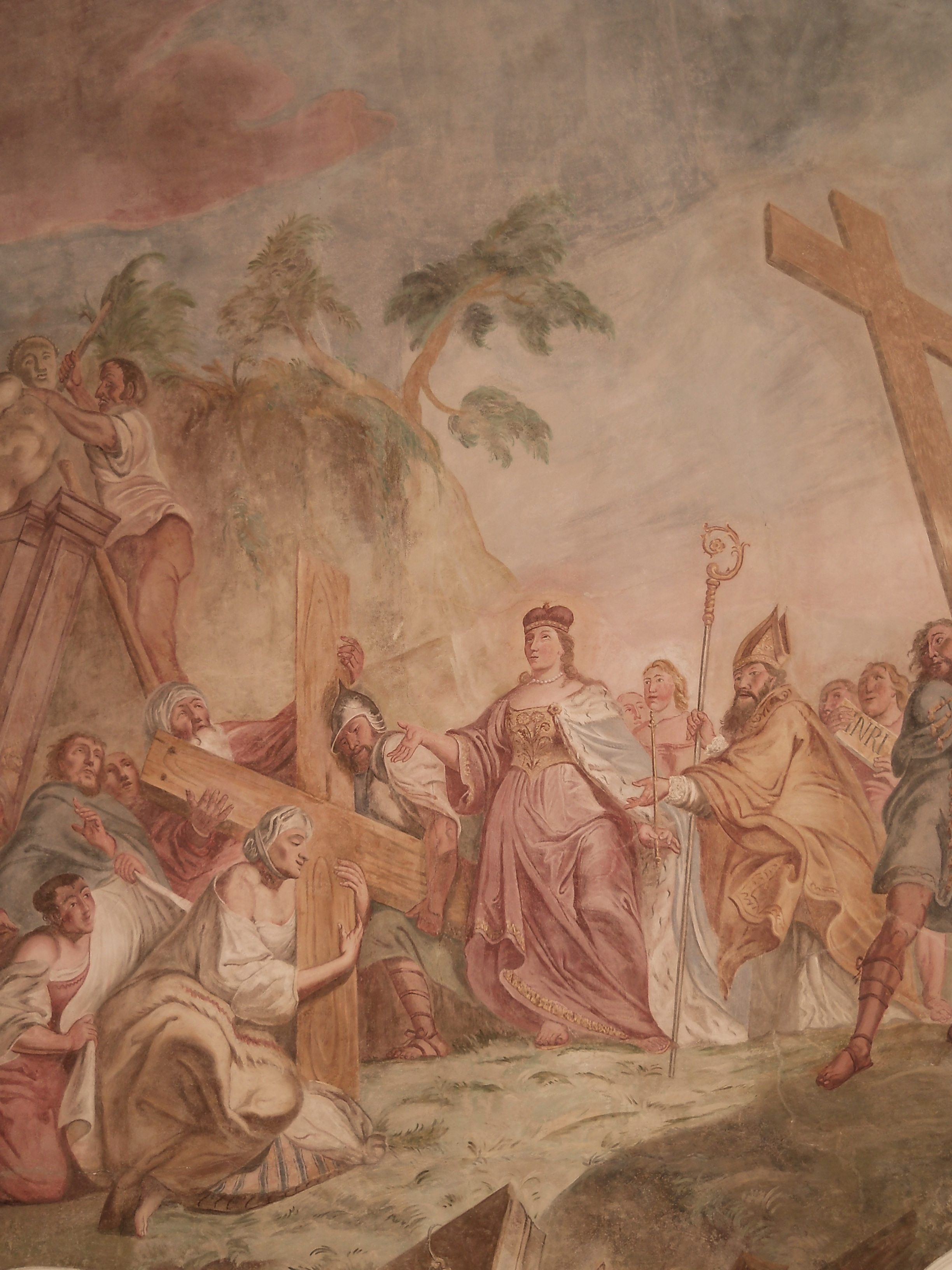
Auffindung des Kreuzes durch die Kaiserin Helena, Hauptfresko der Kirche

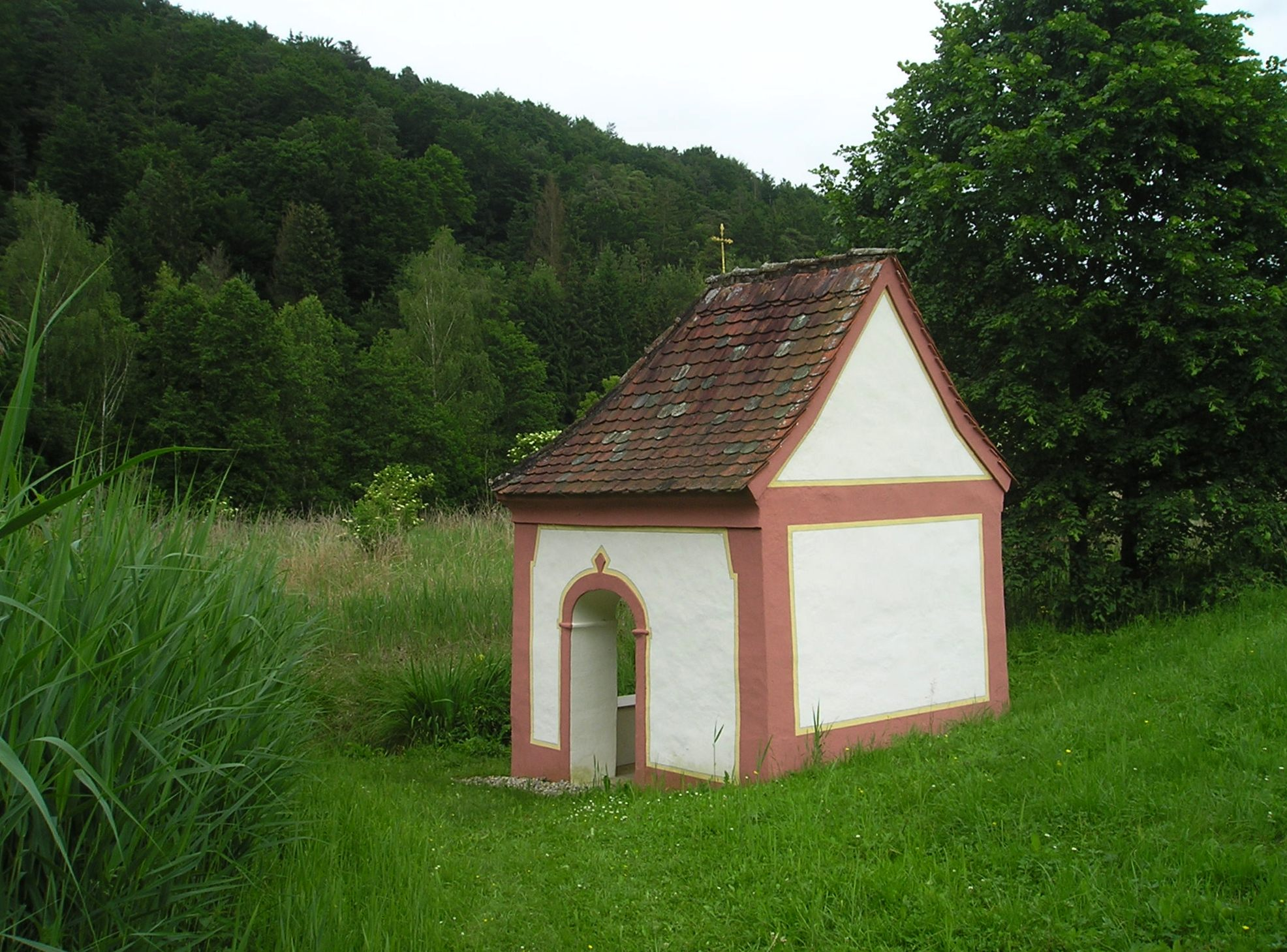
Kapelle St. Helena bei der Lohmühle

## Geographie
Der Ort mit seinen 59 Einwohnern (Stand Januar 2024) zieht sich als Straßendorf kurz vor der Quelle der Schambach im sogenannten mittleren oder Arnsberger Schambachtal an der Kreisstraße EI 10 von Arnsberg nach Böhmfeld hin. Vom Altmühltal aus biegt man beim Arnsberger Ortsteil Schambachtal in das Tal ein und gelangt nach etwa drei Kilometern kurz nach der Lohmühle zu dem Ort Schambach (389 m NN).

## Geschichte
Untertägig ist bei Schambach eine Siedlung der römischen Kaiserzeit nachgewiesen. Der Ort wird erstmals 945 bei einem Gütertausch urkundlich erwähnt. Der Eichstätter Bischof Gundekar II. weihte im 11. Jahrhundert eine Kirche. Diese gehörte bis 1793 als Filiale zur Pfarrei Böhmfeld; in jenem Jahr erhielt der Ort eine eigene Pfarrei mit Filiale Attenzell. 1370 gehörte der Kirchensatz den Herren von Arnsberg im Altmühltal. 1602 wurde die Filiale von dem Eichstätter Generalvikar Priefer visitiert, der zwei Altäre und ein kupfernes Kreuz vorfand, das in einem Brunnen gefunden worden sein soll. 1726 bestand an der Kirche eine Einsiedelei. Schambach wurde mit Attenzell, zu dem es gemeindlich gehörte, am 1. April 1971 nach Kipfenberg eingegliedert.
Nordnordwestlich im Flurbereich „Brand“ befinden sich die Reste der vorgeschichtlichen Abschnittsbefestigung Brand.

## Sehenswürdigkeiten
Die heutige Wallfahrtskirche Heilig Kreuz ist ein Neubau der Barockzeit, errichtet 1755/56 und ausgestattet bis 1770.
Bei der Kirche steht eine Friedhofskapelle aus dem 16./17. Jahrhundert. Der benachbarte Pfarrhof wurde 1793 errichtet.
1724 wurde über einer nahen Quelle bei der Lohmühle die Kapelle St. Helena erbaut. Der Legende nach soll an diesem „Gnadenbrünnlein“ aus das im Barock-Reliquiar gefasste romanische Kupferkreuz mit dem Kreuzpartikel an dieser Stelle im Wasser gefunden worden sein. Das Wasser wird als heilbringend für Augenleiden angesehen.
Das Motorradmuseum Lohmühle von Oliver Mayer stellt seit mindestens 1998 alte Motorräder aus. Für das Jahr 2004 sind auch bis zu fünf alte Autos überliefert.
Siehe Liste der Baudenkmäler in Schambach

## Naturdenkmäler
Südlich von Schambach gelangt man noch im Bereich der Schambach zur „Biberplattform“, einer vom Bund Naturschutz in Bayern errichteten hölzernen Plattform zur Beobachtung der Tiere der dortigen Biberburg.
Nach den Schambachquellen setzt das Katzental als Trockental das Schambachtal fort. An dessen Beginn findet man die 35 Meter lange Eiszeithöhle Hohler Stein. Das Katzental ist geprägt von Magerrasen-Flächen, die zu den artenreichsten Lebensgemeinschaften zählen und einer Vielzahl von gefährdeten und seltenen Tier- und Pflanzenarten einen Lebensraum bieten.